# III. Izjaszláv kijevi nagyfejedelem
III. Izjaszláv Davidovics (oroszul: Изяслав Давыдович), (? – 1161. március 6.) kijevi nagyfejedelem 1154-től 1155-ig, 1157-től 1158-ig és 1161-ben.

## Csernyigovi fejedelemsége
Izjaszláv a Rurikovicsok csernyigovi ágából származott, nagyapja Szvjatoszláv kijevi nagyfejedelem, apja David (~1050–1123) csernyigovi herceg volt. 1139-ben Vszevolod unokatestvére (Csernyigov akkori ura) nagyfejedelemmé küzdötte fel magát, Csernyigovot pedig Izjaszláv bátyjának, Vlagyimirnak adta. A fivérek részt vettek a Vszevolod halála (1146) után kitört örökösödési harcban, azonban ellenséges táborokban; míg Izjaszláv névrokona, Izjaszláv Msztyiszlavics nagyfejedelem híve volt, bátyja hamarosan átállt Jurij Dolgorukij táborába. Izjaszláv 1147-ben megpróbálta elfogni a Novgorod-Szeverszkijből elűzött unokatestvérét, Szvjatoszláv Olgovicsot, de a csatában alulmaradt. Több sikerrel járt 1149-ben, amikor a nagyfejedelemmel együtt megfutamította a Perejaszlavlt ostromló Jurij Dolgorukijt.  
1151-ben mindkét fivér részt vett a Malij Rutyec folyónál zajló ütközetben, ám ellenkező oldalakon. Vlagyimir a csatában elesett, a győztes nagyfejedelem pedig Izjaszlávnak adományozta a Csernyigovi fejedelemséget. Jurij Dolgorukij ezután kun szövetségeseivel együtt megpróbálta elfoglalni Csernyigovot, ám nem járt sikerrel.

## Kijevi nagyfejedelemsége
1154. november 13-án meghalt Izjaszláv nagyfejedelem, idős társuralkodója pedig annak öccsét, a szmolenszki Rosztyiszlávot hívta meg a trónra. Egy hónappal később az öreg nagyfejedelem is meghalt, Izjaszláv pedig kihasználva hogy Rosztyiszláv a szintén a trónra pályázó Jurij Dolgorukijt próbálja feltartóztatni, megszállta Kijevet és kikiáltotta magát nagyfejedelemnek. Dolgorukij azonban hamar a főváros alá érkezett, Izjaszláv pedig visszavonult Csernyigovba és önként átadta a trónt rokonának. Trónigényét azonban továbbra is fenntartotta és Kijevben népszerűségre is szert tett azzal, hogy kiváltotta a kunok fogságába esett oroszokat, köztük unokaöccsét, Szvjatoszláv Vszevolodovicsot.  

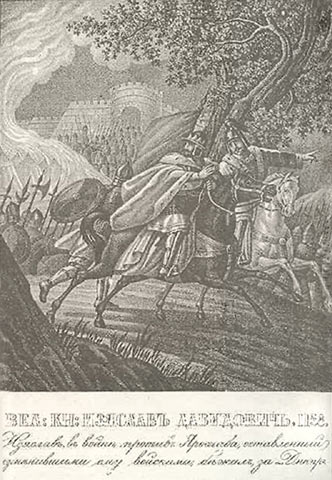
Izjaszláv Davidovics (Borisz Csorikov, 1836)

1157. május 15-én meghalt Jurij Dolgorukij (feltehetően megmérgezték a bojárok), utóda pedig a hagyományos szenioritási rendszernek megfelelően Izjaszláv lett. Meg akarta tartani emellé a Csernyigovi fejedelemséget is, de rokonai tiltakozására a várost átadta unokatestvérének, de a fejedelemség egy részét továbbra is megtartotta. 1158-ban konfliktusba került Jaroszláv halicsi fejedelemmel, aki korábbi riválisa kiadatását követelte, amit Izjaszláv megtagadott. Jaroszláv erre koalíciót szervezett a nagyfejedelem ellen, amiben Msztyiszláv Izjaszlavics volhíniai fejedelem és a pereszopnyicai herceg állt az oldalára. Csernyigovi rokonsága megvonta a nagyfejedelemtől támogatását; a kunokat ugyan sikerült felbérelnie, de az 1158 végén Kijev mellett lezajlott ütközet közben a berendek (a vazallus úzoktól elszakadt nomád törzs) átálltak a halicsiakhoz, Izjaszláv elvesztette a csatát és a vjaticsokhoz menekült. A győztes halicsiak újból a szmolenszki Rosztyiszlávnak ajánlották fel a trónt. 
Izjaszlávot tovább üldözték volhíniai-halicsi ellenfelei, sereget küldtek utána, amely feldúlta a vjaticsok földjeit. A volt nagyfejedelem válaszul szövetségre lépett a kunokkal és segítségükkel végigpusztította a Szmolenszki fejedelemséget és ekkor már segítségére sietett a novgorod-szeverszki és kurszki herceg is. 1161 február 8-án kunjaival együtt átkelt a befagyott Dnyeperen és egy meglepetésszerű támadással négy nappal később elfoglalta Kijevet. Rosztyiszláv a kísérete tanácsára elmenekült a fővárosból és a közeli Belgorodban húzódott meg. Izjaszláv itt négy hétig ostromolta, ám közben megérkeztek a nagyfejedelem felmentő csapatai és a kunok a túlerő elől elvonultak. Izjaszláv is kénytelen volt visszavonulni, ám március 6-án az úzok rátaláltak és kíséretével együtt lemészárolták. Csernyigovban temették el, Borisz és Gleb templomában. 
Egyetlen lánya Gleb Jurjevics perejaszlavli fejedelemhez (később kijevi nagyfejedelem) ment feleségül.

## Fordítás
- Ez a szócikk részben vagy egészben  a(z)   Изяслав Давыдович című orosz Wikipédia-szócikk ezen változatának fordításán alapul.  Az eredeti cikk szerkesztőit annak laptörténete sorolja fel. Ez a jelzés csupán a megfogalmazás eredetét és a szerzői jogokat jelzi, nem szolgál a cikkben szereplő információk forrásmegjelöléseként.